# Zenker-Divertikel
Beim Zenker-Divertikel handelt es sich um ein Divertikel des Hypopharynx (Schlund) und nicht der Speiseröhre, wie häufig falsch angegeben wird.
Das Zenker-Divertikel ist ein Pulsionsdivertikel und Pseudodivertikel. Es wurde 1764 von Abraham Ludlow erstbeschrieben und ist benannt nach Friedrich Albert von Zenker. Am häufigsten sind Männer im fortgeschrittenen Lebensalter betroffen.

## Ursache und Anatomie

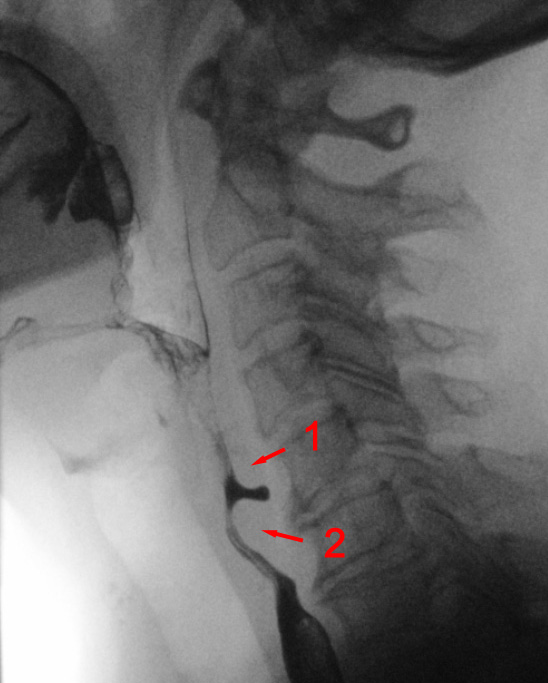
Abschnürung eines Zenker-Pouches Stadium 2 nach Brombart zwischen der peristaltischen Welle des M. constrictor pharyngis inferior (1) und der Kontraktion des oberen Ösophagussphinkters (2).

Die Ursache für die Entstehung dieses Divertikels ist das muskelschwache Dreieck (Killian-Dreieck) zwischen der Pars obliqua und der Pars fundiformis (Killian-Schleudermuskel, benannt nach Gustav Killian) der Pars cricopharyngea (Anteil des M. constrictor pharyngis inferior). Es befindet sich dorsal oberhalb der Ringknorpelenge des Ösophagus. Mit ursächlich ist in der Regel eine Funktionsstörung des oberen Speiseröhren-Sphinkters (Ösophagusmund) in Form einer unzureichenden oder zeitlich nicht koordinierten Öffnung. Das Divertikel ist häufig zur linken Seite lokalisiert.

## Einteilung und Symptome
Radiologen teilen die Zenker-Divertikel nach Brombart in vier Stadien zunehmender Schwere ein:
- Stadium 1 ist eine dornenförmige, 2–3 mm lange Nischenbildung, die auch nicht immer sichtbar wird.
- Divertikel im Stadium 2 sind 7–8 mm groß und keulenförmig.
- Divertikel im Stadium 3 sind über 10 mm groß, sackförmig und nach unten umgebogen.
- Im Stadium 4 komprimiert das Divertikel die Speiseröhre und behindert sichtbar dessen Kontrastmittelpassage.[3]

Die Symptomatik variiert in Abhängigkeit vom Stadium des Divertikels. Nicht alle Divertikel sind symptomatisch. In den frühen Stadien (Brombart 1 und 2) kommt es noch nicht zu einer Retention von Speisen im Divertikel, da sich das Divertikel nur temporär während des Schluckaktes ausstülpt und im Intervall wieder komplett in der Pharynxhinterwand verstreicht. Im Vordergrund steht häufig eine Dysphagie, meist in Form eines Fremdkörpergefühls (Globusgefühl). Man spricht von Pouches („Taschen“) im Gegensatz zu den permanent nachweisbaren Divertikeln in den höheren Stadien (Brombart 3 und 4). Hier kann bei Speiseresten im Divertikel zusätzlich ein starker Mundgeruch entstehen. Es kommt zur Regurgitation von ungesäuertem Essen (diagnostisch wegweisend: Das Essen war nicht im Magen; im Gegensatz zum Reflux). Husten kann ein Hinweis darauf sein, dass Divertikelinhalt (Nahrungsreste) in die Luftröhre übertritt, es kann zu einer Aspirationspneumonie (Lungenentzündung) kommen. Zudem führen die Schluckbeschwerden nicht selten bei älteren Menschen zu einer Gewichtsabnahme.

## Diagnostik

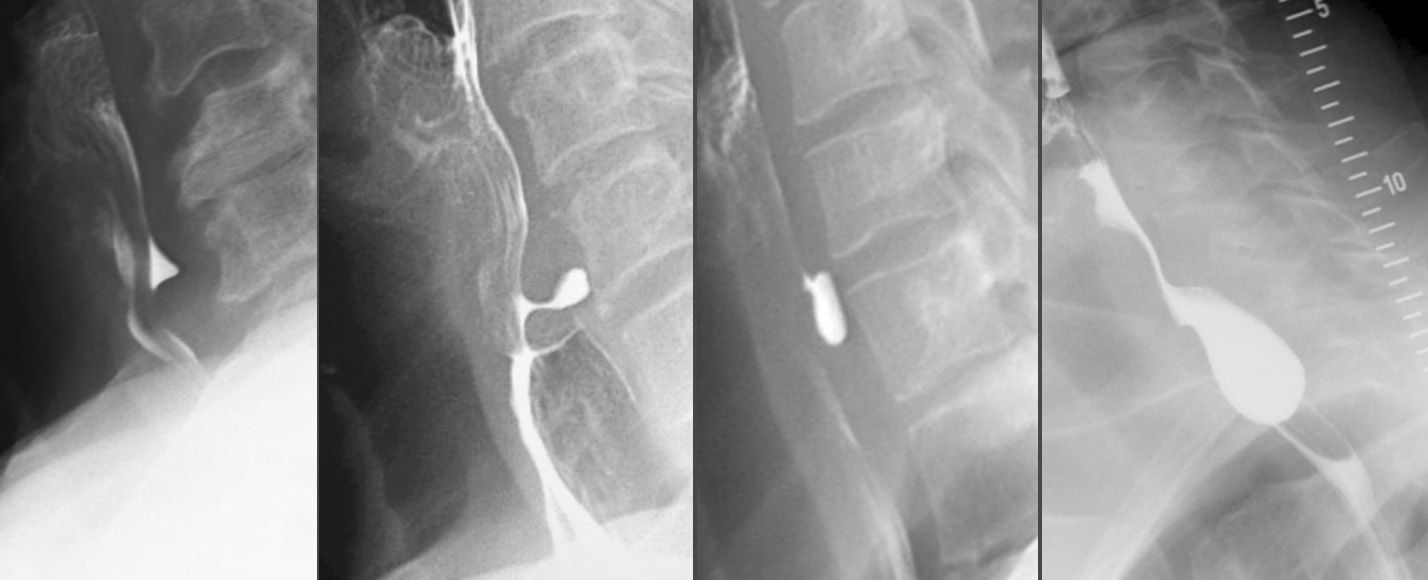
Stadien des Zenker-Divertikels nach Brombart von 1 bis 4.

Im Breischluck

Die Diagnostik erfolgt bei entsprechenden Symptomen mit der Endoskopie und Röntgenaufnahmen mit Kontrastmittel.
Sobald ein Patient Schluckstörungen bemerkt, sollte er sich in fachärztliche Betreuung begeben, denn diverse Erkrankungen der Speiseröhre können diese Beschwerden hervorrufen. Danach sollte eine genaue Inspektion von Mund und Rachen des Patienten erfolgen und der Hals nach vergrößerten Lymphknoten oder Weichteilveränderungen abgetastet werden. Je nach Verdachtsdiagnose wird eine Spiegelung der Speiseröhre durchgeführt und gleichzeitig im Bereich auffälliger Schleimhautbereiche eine Gewebeprobe entnommen. Ergänzend, vor allem bei Divertikeln, wird eine Röntgenuntersuchung der Speiseröhre mit flüssigem Kontrastmittel durchgeführt, die auch Bewegungsstörungen der Speiseröhrenwand zeigen kann. Handelt es sich bei der Erkrankung um einen Tumor, ist es unter Umständen notwendig, eine zusätzliche CT- oder MRI-Untersuchung durchzuführen, um seine Ausdehnung und Lage im Brustkorb zu sehen. Unter Umständen ist auch eine Voruntersuchung durch einen Hals-Nasen-Ohren-Arzt notwendig, der die Funktionsfähigkeit eines wichtigen Nervs im Bereich des Kehlkopfes überprüfen muss. Je nach Vorerkrankungen und Alter des Patienten werden auch Ultraschalluntersuchungen am Herzen sowie eine Lungenfunktionsprüfung durchgeführt. Bei einem Zenker-Divertikel ist die Indikation zur Operation gegeben, völlig unabhängig davon, wie stark die Beschwerden des Patienten sind, denn die Komplikationsrate ist gering.

## Therapie
Zunächst sollte versucht werden, eine zugrundeliegende Funktionsstörung des oberen Ösophagussphinkters zu therapieren, da es sonst zu Rezidiven kommen kann. In den frühen Stadien ist dies der einzige Ansatzpunkt.
Bei den fortgeschritteneren Stadien werden derzeit drei Verfahren angewandt:
Der offene chirurgische Eingriff (Zervikotomie) erlaubt es, das Divertikel vollständig zu resezieren, ist jedoch mit dem höchsten Aufwand verbunden.
Eine zweite Methode ist die HNO-ärztliche Spaltung mit einem starren Endoskop in Intubationsnarkose.
Die Methode mit dem geringsten Aufwand nutzt die flexible Endoskopie. In die Speiseröhre wird eine Magensonde eingelegt, anschließend wird durch ein Gastroskop ein elektrisches Nadelmesser oder eine Argon-Beamer-Sonde eingeführt und der Muskelsteg (Pars fundiformis) zwischen Divertikel und Speiseröhre zumindest teilweise durchtrennt. Hier wird nur die für Magenspiegelungen notwendige Sedierung erforderlich. Der Gefahr eines Rezidivs steht die leichte Wiederholbarkeit gegenüber.
Bei der Operation erfolgt der Hautschnitt in Längsrichtung seitlich und links des Kehlkopfes auf einer Länge von sechs Zentimetern. Danach wird vorsichtig präpariert, bis der linke Schilddrüsenlappen mobilisiert und hochgeklappt werden kann und man einen sehr wichtigen Nerv (Nervus laryngeus recurrens), der hier verläuft, eindeutig sieht. Jetzt wird das Divertikel präpariert, dargestellt und abgetragen und die Speiseröhre an dieser Stelle wieder verschlossen. Zum Schluss wird im Bereich des oberen Schließmuskels der Speiseröhre, in welchen die Druckspitzen beim Schluckakt entstehen, eine spezielle Muskeldurchtrennung durchgeführt, damit der Widerstand in diesem Bereich beim Schlucken sinkt und einem erneuten Auftreten eines Divertikels vorgebeugt werden kann.